# LG G5
 (janvier 2021).
Si vous disposez d'ouvrages ou d'articles de référence ou si vous connaissez des sites web de qualité traitant du thème abordé ici, merci de compléter l'article en donnant les références utiles à sa vérifiabilité et en les liant à la section « Notes et références ».
Le LG G5 est un smartphone fabriqué et commercialisé par la marque sud-coréenne LG en 2016. Il représente le haut de gamme de LG, fait suite au G4 et précède le LG G6. C'est le premier smartphone de la marque avec un double-capteur photo.

## Hacking
Ce smartphone est capable de fonctionner avec d'autres systèmes d'exploitation que celui du fabricant, entre autres :  LineageOS et Resurrection Remix OS.